# M110自走炮
M110自走炮（英語：M110 203mm self-propelled gun）是美國生產的履帶式自走炮系列之一，也是戰後美國製造的自走炮中裝載火炮口徑最大的一款。

## 簡介
M110的開發時間於1956年1月開始，為取代當時服役中的M55自走炮及上面所搭載的M115榴彈炮。由於當時美軍的共通化需求，因此與M107自走炮採用了共通底盤，原型車T236於1958年完成。但因為美軍當時同時進行柴油引擎化作業，因此原型車進行了引擎改造，此項作業隔年完成並進行測試，於1961年正式以M110的編號投入量產。
除了主炮以外，M110與M107結構大致相同，為了要符合空運需求也嚴格限制了此型自走炮的重量；車殼只有13公釐厚的鋁合金裝甲，只能防禦5.56公厘等級的步槍彈。並使用開放式炮塔，砲車移動時只有車組3位乘員，炮班跟隨彈藥運輸車移動，主炮配備液壓動力的半自動裝彈機，可讓炮彈從放置狀態以機械力移動到裝填處，再以人力將炮彈送入炮膛內。彈藥運輸車部分則因應各國需求各自開發，美軍則使用同樣以M-113底盤為基礎研製的M548彈藥運輸車協同作戰，彈藥運輸車上搭載30發炮彈。
M110服役時，在美軍中是以連級規模編制在師級單位下；或是採獨立營的編組隸屬於砲兵指揮部，其彈藥選項中包含W33核子彈、1981年更換為W79弹头，作為野戰炮兵核子打擊的主力。由於科技更新，155公釐榴彈炮的射程已追上203公釐的範圍，而戰術核彈的需求不復存在；而重裝備、大口徑彈藥需要更多資源進行運作，但是卻沒有比較好的投射火力噸位。簡單比較來說，在改良炮身以後，M109A6自走砲的射程與M110A2相仿，且有M549A1火箭推進榴彈攻擊30公里外的目標，但是M109A6一分鐘最快射速可達6發，大約可投射出總重量250公斤的砲彈；但是M110A2使用的M650火箭推進榴彈只有91公斤重，平均每分鐘1.5發投射的火力只有150公斤。無論是射擊效率、涵蓋火力面、人力需求都不如改良過後的的155公厘自走砲。所以各國的M110在1990年代後大半退役，由新型155公釐自走炮取代，而美國將這些退役的M110炮管改造為GBU-28碉堡剋星炸彈。

## 構型
- M110（原型車名稱T236E1）：1961年開始服役的第一種M110，生產750輛。

搭載25倍徑203公釐M2A2式榴彈炮，搭配新設計的M158炮架。由於此榴彈炮為二戰產品，因此僅能使用標準榴彈（射程17000公尺），因此有射程嚴重不足的缺點（當時蘇聯大量裝備的122公釐D-30榴彈砲標準射程21公里），隨後這批M110都改造為A1或是A2型，除了美國陸軍以外，西方國家也有部分採用。
- M110A1：1976年開始服役，由M107改裝而成，最初稱M110E2。

搭載新製作的37倍徑203公釐M201式榴彈炮以及新型裝藥，搭配8號裝藥射程21000公尺，運用彈性大幅度提升，除了武裝變更以外車體也進行了部份設計更動以提升可靠性。
- M110A2：1978年開始服役，除了以M107以及M110A1改裝，美國在1978財年另斥資1.093億美元生產209輛新造車，服役總數超過1023輛。

搭載安裝炮口退制器的M201A1式榴彈炮，炮身壽命達1萬發；可使用火箭推進的9號裝藥。因為採用新炮管，使用8號裝藥搭配標準的M106榴彈時射程可達22,900公尺，M650火箭推進榴彈則可達30,000公尺。火炮射速前三分鐘可達每分鐘1.5發，但持續射擊狀態只能維持2分鐘1發的速度。M110A2除了美國陸軍以外有9個海外使用國，後其長程火力投射地位被MLRS取代而逐漸退役。
- M578：採用了M107/M110車體的裝甲回收車。主要用於越戰。

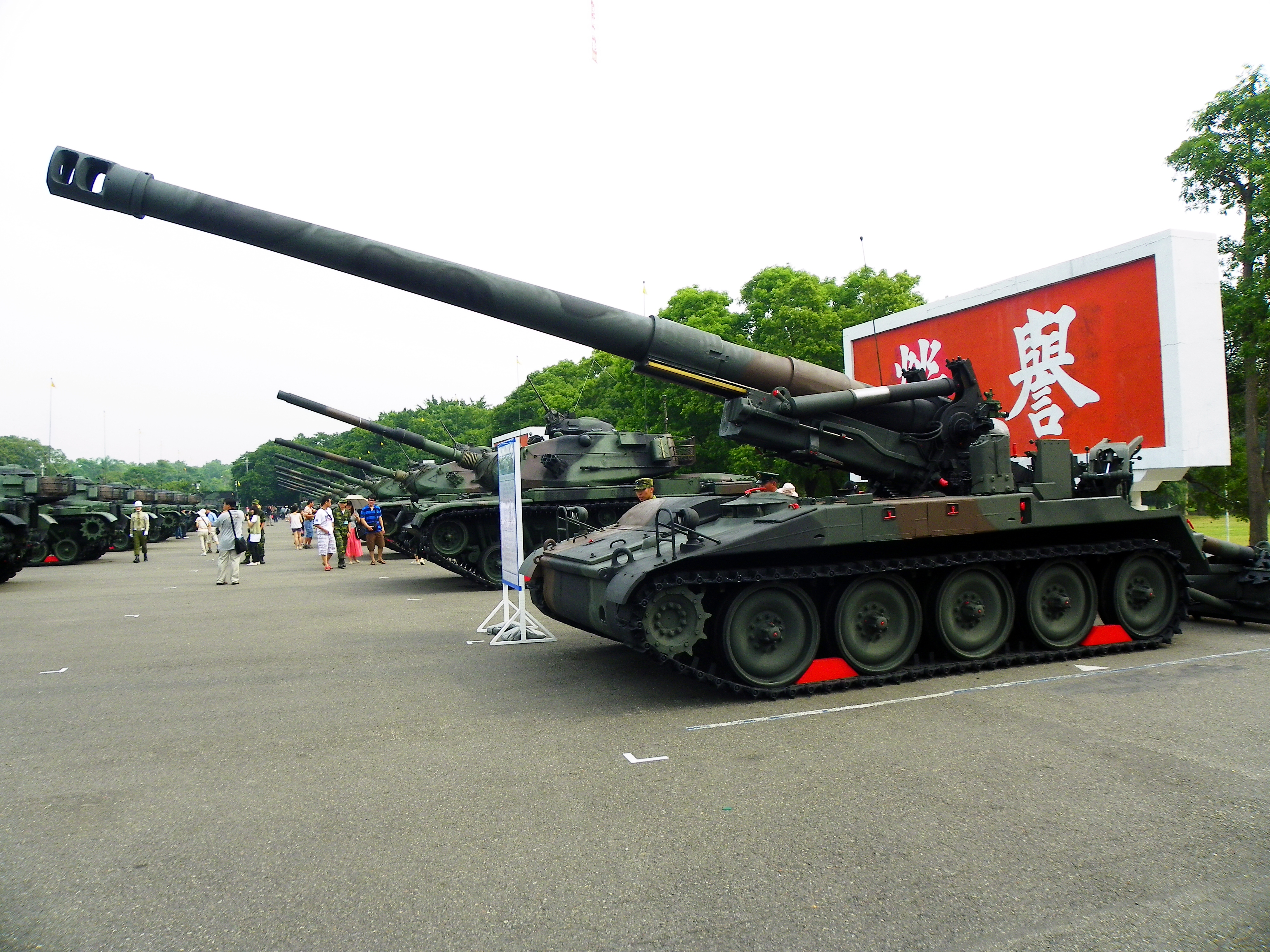
中華民國陸軍用

日本陸上自衛隊用

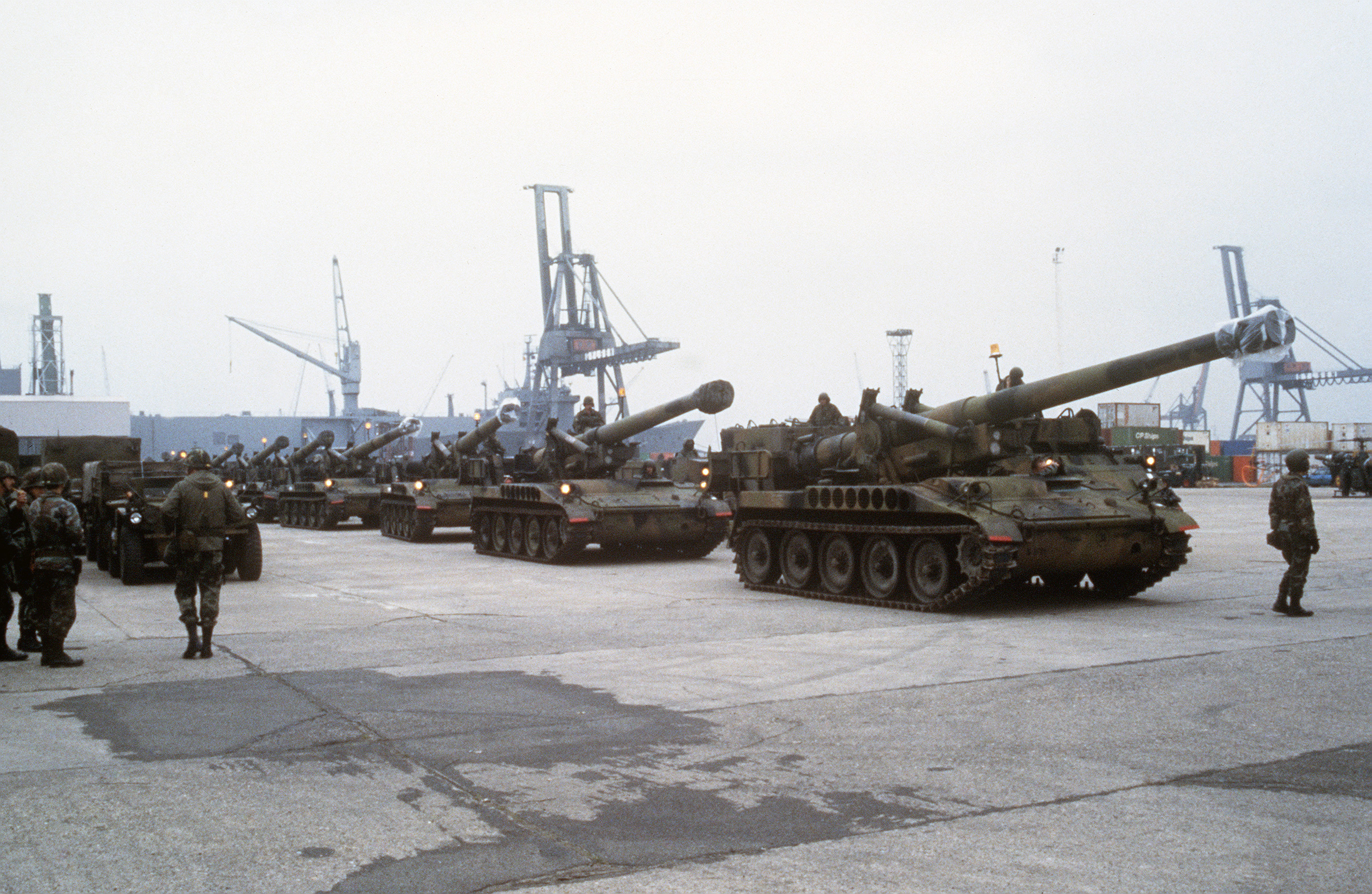
美軍M110砲兵營由海運輸送

## 用戶
現役
- 巴林：1994-1996年服役，分別是1994年向荷蘭採購13輛退役的M110A2，1996年向美國採購25輛退役的M110A2，目前僅剩13輛服役。
- 希腊：目前裝備145輛M110A2。
- 土耳其：目前裝備219輛M110A2，將預定由T-155風暴式自走炮（英语：T-155 Fırtına）取代。
- 摩洛哥：採用60輛M110A2。
- 中華民國：採用M110A2，1981年（民國70年）購買M110A2，總共採購了75輛 [4]，建案名稱「陸精三號」，與CM-24彈藥補給裝甲車搭配使用，目前部署在中部陸軍第十軍團直屬五八砲指部、北部陸軍第六軍團直屬二一砲指部與南部陸軍第八軍團四三砲指部，為軍團級野戰砲兵建制。
- 巴基斯坦：目前裝備60輛M110A2。
- 埃及：目前裝備144輛M110A2。

退役
- 美国：1994年退役。
- 比利时：比利時陸軍1972年採購11輛M110，後升級為M110A2，編制於第20砲兵團，駐地西德。1993年退役。
- 英国：英國陸軍採用M110A2，主要任務為核武共享政策下充當戰術核彈射擊平台使用，這批M110A2參與了波斯灣戰爭，之後被AS-90自走炮取代。
- 西班牙：36輛M110A2，1988年購入12輛，1993年美國陸軍因歐洲常規武裝力量條約撤裁駐歐洲部隊時移交24輛，全數在2009年2月退役。
- 德国：1964年基於核武共享政策，西德陸軍自美國購買80輛M110，同時也購買了150輛M107自走砲；在1985年這兩種車型統一升級為M110A2，於1993年退役。
- 大韓民國：同時裝備M110與M110A2，部署於軍級炮兵支援單位，2004年時至少有99輛服役中，2010年前後退役並由M270多管火箭系統取代。
- 義大利：採用M110，1980年代末期原本預定提昇為M110A2，但評估後不合效益因而汰除。
- 以色列：1973年因贖罪日戰爭自美國軍援取得36輛M110A2，於1990年代退役。
- 日本：1983年美國授權生產，由小松製作所與日本製鋼所合作生產車身以及炮體，總共生產了91輛M110A2，與87式砲兵彈藥車搭配使用。2023年剩下北海道第4砲兵團第104砲兵營約10輛M110A2服役。2024年3月該營解散，M110完全除役。[5]